# Академическая гребля на летних Олимпийских играх 1948 — двойки
Соревнования среди двоек распашных без рулевого по академической гребле среди мужчин на летних Олимпийских играх 1948 года прошли с 5 по 9 августа в гребном центре в Хенли-он-Темс, где ежегодно проводятся соревнования Королевской регаты. В соревновании приняли участие 24 спортсмена из 12 стран. Действующие олимпийские чемпионы из Германии Вилли Айххорн и Уго Штраус не принимали участие в лондонских Играх. Айххорн к 1948 году уже завершил спортивную карьеру, а Штраус 1 ноября 1941 года погиб во время Второй мировой войны в боях на Восточном фронте .
Олимпийскими чемпионами 1948 года стали хозяева соревнований британцы Джек Уилсон и Рэн Лори, опередившие на финише братьев Ханса и Йозефа Кальтов из Швейцарии. Бронзовую медаль завоевали итальянцы Феличе Фанетти и Бруно Бони
Несмотря на то что к Играм гребной канал был расширен с 24 до 36 метров, он всё равно оставался достаточно узким и в одном заезде могли стартовать только три лодки. Длина дистанции составляла 1929 метров.

## Призёры
| Золото                                  | Серебро                              | Бронза                               |
| Великобритания · Джек Уилсон · Рэн Лори | Швейцария · Ханс Кальт · Йозеф Кальт | Италия · Феличе Фанетти · Бруно Бони |

## Рекорды
До начала летних Олимпийских игр 1948 года лучшее олимпийское время было следующим:
| Лучшее олимпийское время | Спортсмены                            | Время  | Место     | Дата           |
| ------------------------ | ------------------------------------- | ------ | --------- | -------------- |
| Лучшее олимпийское время | Германия · Бруно Мюллер · Курт Мёштер | 7:08,2 | Амстердам | 8 августа 1928 |

По ходу соревнований ни один из экипажей не смог превзойти данный результат.

## Расписание
| Дата      | Раунд                  |
| --------- | ---------------------- |
| 5 августа | Предварительные заезды |
| 6 августа | Отборочные заезды      |
| 7 августа | Полуфиналы             |
| 9 августа | Финал                  |

## Результаты

### Предварительный этап
Победители каждого заезда напрямую проходили в полуфинал соревнований. Все остальные спортсмены попадали в утешительные заезды, где были разыграны ещё три полуфинальных места.

#### Заезд 1
| Место | Спортсмен                  | Страна    | Время  | Отставание | Примечания |
| ----- | -------------------------- | --------- | ------ | ---------- | ---------- |
| 1     | Ханс Кальт Йозеф Кальт     | Швейцария | 7:20,4 | +0,0       | SF         |
| 2     | Спенсер Грейс Тед Бромли   | Австралия | 7:26,8 | +6,4       | R          |
| 3     | Йёрн Сногдаль Сёрен Йенсен | Дания     | 7:28,3 | +7,9       | R          |

#### Заезд 2
| Место | Спортсмен                     | Страна         | Время  | Отставание | Примечания |
| ----- | ----------------------------- | -------------- | ------ | ---------- | ---------- |
| 1     | Джек Уилсон Рэн Лори          | Великобритания | 7:20,3 | +0,0       | SF         |
| 2     | Феличе Фанетти Бруно Бони     | Италия         | 7:22,2 | +1,9       | R          |
| 3     | Оскар Морено Карлос Самбучети | Аргентина      | 7:54,2 | +33,9      | R          |

#### Заезд 3
| Место | Спортсмен                           | Страна  | Время  | Отставание | Примечания |
| ----- | ----------------------------------- | ------- | ------ | ---------- | ---------- |
| 1     | Герт Вацке Курт Вацке               | Австрия | 7:19,3 | +0,0       | SF         |
| 2     | Джон Уэйд Ральф Стефан              | США     | 7:20,3 | +1,0       | R          |
| 3     | Эверт Гуннарссон Бернт Торбернтссон | Швеция  | 7:36,3 | +17,0      | R          |

#### Заезд 4
| Место | Спортсмен                    | Страна   | Время  | Отставание | Примечания |
| ----- | ---------------------------- | -------- | ------ | ---------- | ---------- |
| 1     | Персио Занкани Пауло Дибольд | Бразилия | 7:33,1 | +0,0       | SF         |
| 2     | Шарль ван Антверпен Йос Роса | Бельгия  | 7:35,0 | +1,9       | R          |
| 3     | Поль Ротли Поль Хайтц        | Франция  | 7:36,2 | +3,1       | R          |

### Отборочные заезды
Победители каждого отборочного заезда проходили в полуфинал. Остальные гребцы выбывали из соревнований.

#### Заезд 1
| Место | Спортсмен                 | Страна  | Время  | Отставание | Примечания |
| ----- | ------------------------- | ------- | ------ | ---------- | ---------- |
| 1     | Феличе Фанетти Бруно Бони | Италия  | 7:24,6 | +0,0       | SF         |
| 2     | Джон Уэйд Ральф Стефан    | США     | 7:30,5 | +5,9       |            |
| 3     | Поль Ротли Поль Хайтц     | Франция | 7:42,3 | +17,7      |            |

#### Заезд 2
| Место | Спортсмен                     | Страна    | Время  | Отставание | Примечания |
| ----- | ----------------------------- | --------- | ------ | ---------- | ---------- |
| 1     | Йёрн Сногдаль Сёрен Йенсен    | Дания     | 7:26,4 | +0,0       | SF         |
| 2     | Шарль ван Антверпен Йос Роса  | Бельгия   | 7:34,4 | +8,0       |            |
| 3     | Оскар Морено Карлос Самбучети | Аргентина | 7:45,7 | +19,3      |            |

#### Заезд 3
| Место | Спортсмен                           | Страна    | Время  | Отставание | Примечания |
| ----- | ----------------------------------- | --------- | ------ | ---------- | ---------- |
| 1     | Спенсер Грейс Тед Бромли            | Австралия | 7:28,4 | +0,0       | SF         |
| 2     | Эверт Гуннарссон Бернт Торбернтссон | Швеция    | 7:34,9 | +6,5       |            |

### Полуфиналы
Победители каждого заезда проходил в финал соревнований. Все остальные спортсмены выбывали из борьбы за медали.

#### Заезд 1
| Место | Спортсмен                | Страна    | Время  | Отставание | Примечания |
| ----- | ------------------------ | --------- | ------ | ---------- | ---------- |
| 1     | Ханс Кальт Йозеф Кальт   | Швейцария | 7:47,3 | +0,0       | F          |
| 2     | Спенсер Грейс Тед Бромли | Австралия | 7:54,5 | +7,2       |            |
| 3     | Герт Вацке Курт Вацке    | Австрия   | 8:03,1 | +15,8      |            |

#### Заезд 2
| Место | Спортсмен                  | Страна | Время  | Отставание | Примечания |
| ----- | -------------------------- | ------ | ------ | ---------- | ---------- |
| 1     | Феличе Фанетти Бруно Бони  | Италия | 7:52,8 | +0,0       | F          |
| 2     | Йёрн Сногдаль Сёрен Йенсен | Дания  | 7:54,3 | +1,5       |            |

#### Заезд 3
| Место | Спортсмен                    | Страна         | Время  | Отставание | Примечания |
| ----- | ---------------------------- | -------------- | ------ | ---------- | ---------- |
| 1     | Джек Уилсон Рэн Лори         | Великобритания | 8:05,9 | +0,0       | F          |
| 2     | Персио Занкани Пауло Дибольд | Бразилия       | 8:18,6 | +12,7      |            |

### Финал
Главными фаворитами финального заезда являлись хозяева соревнований британцы Джек Уилсон и Рэн Лори, которые в 1938 и 1948 годах становились победителями престижной Королевской регаты Хенли. Финальная гонка проходила в солнечную погоду с переменным ветром. Со старта финального заезда в лидеры вышла сборная Швейцарии. На отметке в 1000 метров Швейцария имела преимущество над Великобританией в треть длины лодки. Затем британский экипаж постепенно начал сокращать отставание и вырвался в лидеры, доведя своё преимущество к финишу почти до 3 секунд. Итальянцы заметно устали во второй половине дистанции и закончили заезд на две длины лодки позади швейцарцев.
| Место | Спортсмен                 | Страна         | Время  | Отставание |
| ----- | ------------------------- | -------------- | ------ | ---------- |
| 1     | Джек Уилсон Рэн Лори      | Великобритания | 7:21,1 | +0,0       |
| 2     | Ханс Кальт Йозеф Кальт    | Швейцария      | 7:23,9 | +2,8       |
| 3     | Феличе Фанетти Бруно Бони | Италия         | 7:31,5 | +10,4      |